# Honda L700/L800
Honda L700/L800 – seria małych samochodów osobowych produkowanych w latach 1965-1967 przez japońską firmę Honda. W 1965 roku rozpoczęto produkcję małego 2-drzwiowego kombi o oznaczeniu L700 oraz jego dostawczej odmiany pick-up P700. Do napędu zastosowano 4-cylindrowy silnik benzynowy o pojemności skokowej 687 cm³ i mocy 52 KM. Jeszcze w 1965 roku do produkcji skierowane zostały modele L800 i P800 wyposażone w mocniejsze silniki o pojemności 791 cm³ i mocy 58 KM. Produkcję Hondy L800/P800 zakończono w 1967 roku.